# Järnväg i Schweiz

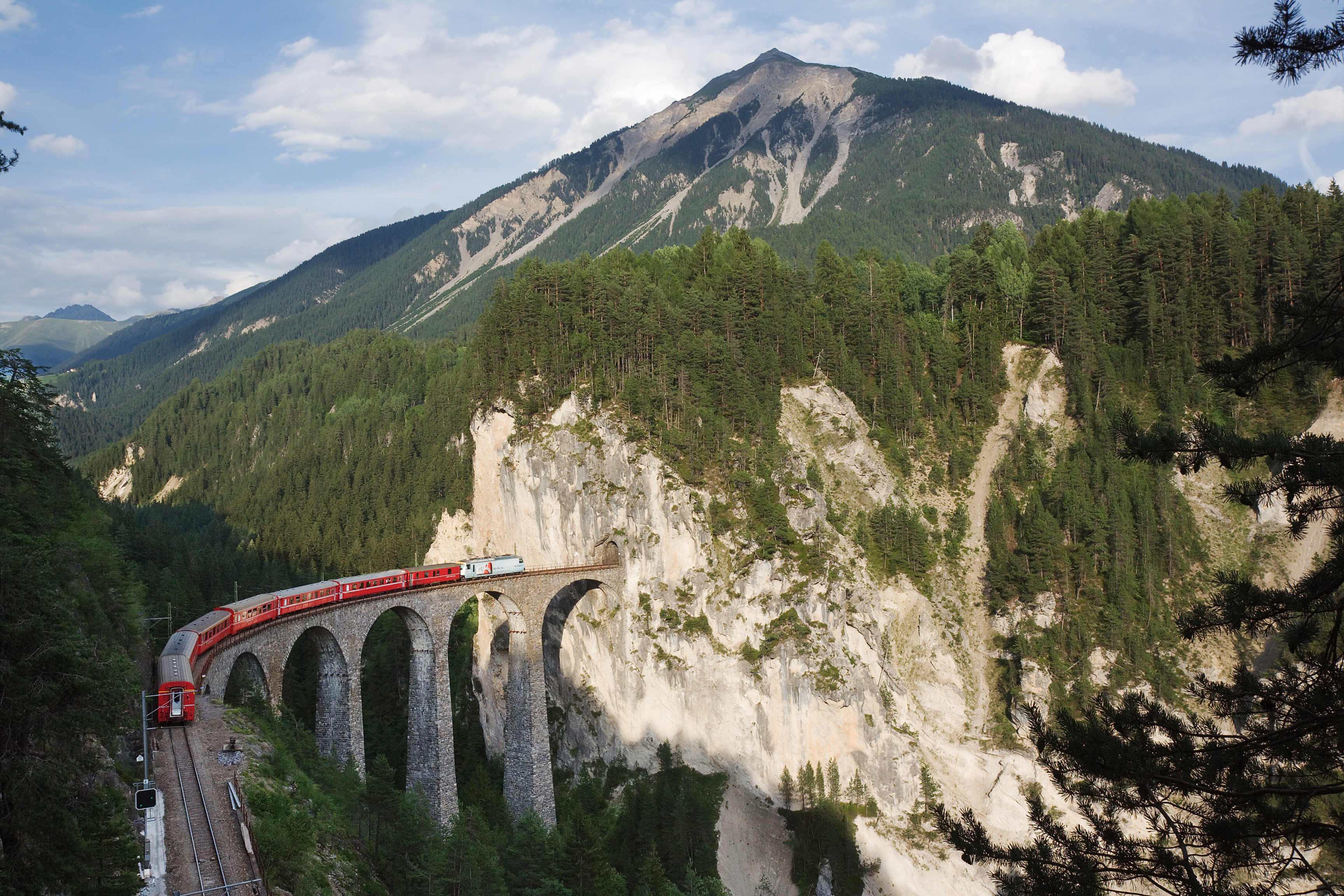
Landwasserviadukten på smalspåriga Rhätische Bahn.

Schweiz järnvägsnät består av normalspår (1 435 mm) och smalspår.
- Total längd: 5 063 km
  - normalspår: 3 652 km (3 641 km elektrifierat)
  - smalspår: 1 383 km (1 353 km elektrifierat), de flesta meterspår men även några med 800 mm spårvidd. En järnväg, den 13 km långa banan Waldenburgerbahn har 750 mm spårvidd.
  - spårvägar: Nästan alla har meterspår.

## Persontrafik
Tågen i Schweiz brukar beskrivas som punktliga, välskötta och komfortabla. Turtätheten är hög och även på många regionalsträckor går tågen i timtrafik eller oftare.

### Tåg och annan kollektivtrafik
Schweiz två stora flygplatser, Zürichs internationella flygplats och Genèves internationella flygplats, har järnvägsstationer med tät fjärrtrafik. Längs regionalbanorna ansluter busstrafik.

Schweiz järnvägsnät (inofficiell karta med några fel).

## Normalspåriga järnvägar
- SBB-CFF-FFS tillhör schweiziska staten (Schweiziska federationen) och driver den största delen av de normalspåriga järnvägarna, bland annat de flesta sträckorna för internationella förbindelser.

Det finns även normalspåriga privatbanor:
- BLS, Bern-Lötschberg-Simplon, driver normalspårig järnvägstrafik på den internationellt viktiga nord-syd-förbindelsen Bern-Brig, liksom regional trafik i kantonen Bern och omgivande kantoner. Huvudägare i BLS är kantonen Bern som äger 55,8% av bolaget och Schweiziska staten som äger 21,7%.
- SOB, Südostbahn, driver 123 kilometer järnväg i östra och centrala Schweiz, mest enkelspår. Företaget ägs till stor del av offentliga korporationer: federationen, kantoner, kommuner etc.[1]

### Gotthardbanan
En sedan länge prioriterad länk är Gotthard-banan som förbinder Tyskland med Italien. Sedan många hundra år har detta pass varit viktigt för trafiken och år 1883 släpptes den första trafiken igenom den cirka 15 km långa Sankt Gotthardstunneln. Den sista stationen innan tunneln på dess norra sida är Göschenen och på dess södra sida ligger den italiensktalande orten Airolo.  
Senare elektrifierades Gotthard-banan och genom åren har just denna bana varit en utmaning för de schweiziska järnvägsingenjörerna. Under början sattes det fyraxliga ellokomotivet Re 460 in i trafik (efter en hel del förseningar). Därefter den legendariska "Krokodilen" med litterat Ce 6/8. 1999 utfördes den första sprängningen på en ny 55 km lång tunnel som borrades parallellt med Gotthard-banan, Gotthardbastunneln, en del av projektet NEAT. Den invigdes 2016 och är världens längsta järnvägstunnel. Genom att undvika Gotthard-banans många skarpa kurvor (300 meter) och branta lutningar (25 promille) kan betydligt tyngre godståg och mycket snabbare persontåg (tyska ICE) köra i höga hastigheter genom det schweiziska alpmassivet. 
Den nya tunneln beräknades kosta cirka 50 miljarder svenska kronor att slutföra men kostnadsöverskridandena har varit många, liksom förseningar. Redan vid byggandet av den första tunneln under slutet av 1800-talet var motgångarna åtskilliga, bland annat då man stötte på varma floder långt inne i berget.

## Smalspåriga järnvägar
De smalspåriga järnvägarna används mest för lokal- och turisttrafik. En del smalspåriga bergsjärnvägar har dock överregional betydelse:
- Rhätische Bahn (RhB) driver ett stort smalspårigt järnvägsnät i Graubünden. När bilvägarna över de viktiga passen Flüela, Albula och Bernina stängs vintertid, är järnvägen på många håll det klart snabbaste sättet att resa. På vissa sträckor trafikerar biltåg.
- Matterhorn-Gotthard bahn (MGB) driver sträckan Zermatt-Brig-Andermatt-Disentis/Mustér och Göschenen-Andermatt. Även denna har vintertid biltåg vid Furkapasset och Oberalppasset.
- Sträckan Interlaken Ost - Luzern, kallad Brünigbahn, ägs och drivs av SBB-CFF-FFS.
- Montreux - Zweisimmen (MOB) trafikerar alperna norr om Montreux och de viktiga turistorterna Chateau d'Oex och Gstaad i Saanes dalgång.
- Ferrovia Domodossola-Locarno förbinder Gotthard- och Simplon-banorna och Locarno med Domodossola i Piemonte. Större delen ligger i Italien.